# Wizard's Crown
Wizard’s Crown est un jeu vidéo de rôle développé et publié par Strategic Simulations en 1986 sur Apple II, Commodore 64 et Atari 8-bit puis porté en 1987 sur IBM PC puis Atari ST. Le jeu se déroule dans un univers médiéval fantastique, l’objectif du joueur étant de voler une couronne magique à Tarmon, un magicien s’étant emmuré dans son laboratoire 500 ans plus tôt. Le jeu a été conçu et programmé par Paul Murray et Keith Brors, Chuck Kroegel et Jeff Johnson étant chargés du développement. Le jeu dispose notamment d’un système de combat tactique détaillé ayant entre autres influencé la série des jeux de rôle Gold Box développée et publiée par Strategic Simulations à partir de 1988,,. Au total, Strategic Simulations a vendu 47 676 copies du jeu.
Le jeu a bénéficié d'une suite, baptisée The Eternal Dagger et publiée en 1987.

## Trame
Wizard’s Crown se déroule dans un univers médiéval-fantastique. Cinq siècles avant le début du jeu, le pays était en paix. Il était dirigé par un conseil de magiciens, siégeant dans la cité d’Arghan, qui portaient à tour de rôle la couronne des magiciens, responsable de tous ces bienfaits. Un jour, un des magiciens qui en avait la charge, Tarmon, refuse de la rendre ce qui provoque une guerre civile entre les magiciens qui plonge le pays dans le chaos. La couronne disparait ainsi de la circulation et le seul moyen de rendre au pays sa splendeur passée serait de la retrouver.

## Système de jeu
Wizard’s Crown est un jeu vidéo de rôle médiéval-fantastique dans lequel le joueur contrôle un groupe pouvant contenir jusqu’à huit aventuriers.

### Personnages
Le joueur contrôle un groupe pouvant compter jusqu’à huit aventuriers qu’il peut choisir parmi ceux prédéfinis du programme ou créer de toutes pièces. Chaque personnage est caractérisé par sa force, sa dextérité, son intelligence et son énergie vitale. La force détermine les armes et armures qu’il peut porter, sa capacité à forcer des portes et sa vitesse de guérison ; la dextérité détermine sa vitesse d’action ; son intelligence influe sur sa capacité à lancer des sortilèges et son énergie vitale détermine la quantité de dégâts qu’il peut subir avant de mourir. Outre ces statistiques, il est caractérisé par son expérience, qui reflète ses capacités dans son art. Le jeu ne propose pas de choisir une race pour les personnages. Le joueur peut ainsi créer ses personnages librement en distribuant des points dans les différentes caractéristiques. Il propose en revanche cinq classes de personnage : guerrier, ranger, voleur, prêtre et magicien. Les personnages peuvent être multiclassés à volonté. Cela a en revanche tendance à ralentir sa progression. Au lieu d’un système conventionnel de niveaux et de classe, les personnages améliorent leurs statistiques et leurs compétences – comme la chasse, le marchandage, l’alchimie ou la nage – avec un système de progression, sans doute inspiré des jeux de plateau Runequest et Traveller, très similaire à celui de jeux plus récents comme Fallout ou Neverwinter Nights. Lors des combats, les personnages gagnent de l’expérience qui doit ensuite être échangé contre des points de compétences. Le ratio entre les points d’expérience et les points de compétence ainsi obtenus varie suivant le niveau de la compétence. L’expérience nécessaire pour améliorer une compétence augmente ainsi avec le niveau de celle-ci.

### Exploration
Le jeu débute dans la cité d’Arghan. Après avoir quitté la ville de départ, le joueur déplace son groupe sur une carte représentant le monde du jeu d’une manière similaire à Ultima. Le joueur déplace son groupe par l’intermédiaire de huit touches numérotées du clavier, la direction correspondant à chaque chiffre étant indiqué en bas à droite de l’écran. Pour se déplacer vers le nord-est, il doit ainsi appuyer sur la touche 2. Les déplacements sont limités par les différents types de terrains présents sur la carte ainsi que par l’heure de la journée. Il n’est ainsi pas possible de rentrer dans une ville après la tombée de la nuit car ses portes sont fermées et ne se rouvre que le lendemain matin. En explorant le monde du jeu, le joueur peut discuter avec d’autres personnages afin d’obtenir des indices. Dans les villes, il peut permettre à ses aventuriers de se reposer, de soigner leur blessure et de récupérer de l’énergie. Il peut également acheter de quoi équiper ses personnages, ou vendre les objets découverts au cours de l’aventure. Il peut enfin entraîner ses personnages afin d’améliorer leurs compétences. Les villes contiennent également des donjons, dans lesquels la progression se fait vers le haut plutôt que vers le bas, comme la guilde des voleurs d’Arghan. 
Dans les donjons, chaque membre du groupe est représenté à l’écran mais un seul est directement contrôlé par le joueur, les autres pouvant être programmés pour le suivre ou rester sur place.

### Combats
Le système de combat, inspiré des wargames, met l’accent sur la tactique et la compétence militaire. Le jeu inclut plus de 20 commandes de combat différentes, dont une particulièrement inhabituelle qui rend un personnage plus difficile à blesser avec une flèche mais plus vulnérable au corps à corps. Comme dans Questron et Phantasie, l’efficacité des armes varie suivant la situation. Le jeu va cependant plus loin que ces derniers dans ce domaine en rendant ce système plus réaliste. L’efficacité d’un bouclier dépend ainsi de l’orientation du personnage qui le porte et peut être réduite à néant par certaines armes, comme les haches ou les fléaux, qui permettent de le détruire ou de le contourner. Il est également l’un des rares jeux de rôle qui prend en compte la portée accrue des lances, en permettant aux personnages qui en utilise d’attaquer un monstre se trouvant à deux cases de distance, lorsqu'une arme de mêlée standard ne permet d’attaquer les monstres distant d’une unique case. Le jeu inclut également des armes de tir qui peuvent jouer un rôle important dans les combats. Les personnages peuvent être blessés de deux manières différentes : les blessures, qui résulte en des pénalités temporaires des statistiques, et les saignements, qui drainent en continu leurs points de vie. Ces blessures peuvent de plus être de deux niveaux, normale ou grave. Le jeu prend également en compte le moral, qui prend en compte la fatigue et la nervosité des personnages. Celui-ci peut être retrouvé en permettant aux personnages de se reposer, ou de faire la fête à la taverne.
Chaque sort coûte une certaine quantité de points de magie mais avoir suffisamment de ces points n’est pas suffisant pour garantir que celui-ci sera lancé avec succès. La chance de réussir un sort dépend en effet du niveau de difficulté de celui-ci, et de la compétence du personnage en matière de sortilège. Le niveau de difficulté est soustrait à la statistique de lancer de sort du personnage, le résultat donnant la chance qu’a le sortilège d’être réussi. Les points de magie peuvent être régénérés en permettant aux personnages de se reposer. 
Une option permet de résoudre les combats automatiquement, mais ce système donne généralement des résultats plus défavorables pour le joueur, ses personnages subissant généralement plus de dégâts que si le combat avait été joué normalement.

## Publication
Wizard’s Crown est conçu et programmé par Paul Murray et Keith Brors. Ils ont tous les deux une certaine expérience des wargames et souhaitent donc créer un jeu vidéo de rôle mettant l’accent, comme ces derniers, sur les combats tactiques et les sciences militaires. Ils s’inspirent également des jeux de plateau Runequest et Traveller pour créer un système de progression des compétences différentes des systèmes de niveau et de classe conventionnels. Wizard’s Crown est publié par Strategic Simulations en février 1986 sur Apple II, en avril sur Commodore 64 puis pendant l’été de la même année sur Atari 8-bit. Il est ensuite porté sur IBM PC en juillet puis sur Atari ST en août 1987.

## Accueil
Wizard’s Crown est élu meilleur jeu vidéo de rôle de l’année 1986 par le journaliste James Delson, du magazine Family Computing, qui salue notamment sa combinaison innovante d’un système de jeu à la Ultima avec un système de combat tactique particulièrement complexe. Il juge également que sa combinaison de graphismes colorés et de mystère « peu plaire à des joueurs de tous niveaux » et conclut en désignant le jeu comme une « expérience inoubliable ».
Rétrospectivement, Wizard’s Crown est décrit comme « un hack 'n' slash supérieur à la moyenne » par la journaliste Scorpia du magazine Computer Gaming World qui met notamment en avant son système de combat « extrêmement détaillé » qui offre de nombreuses options. Sur ce sujet, elle regrette en revanche que les combats prennent parfois trop de temps mais ajoute que le jeu propose une option permettant de le résoudre automatiquement. Elle salue également le « bon équilibre » entre l’efficacité des armes et de la magie lors des combats, ainsi que son système de progression « très intelligent », et conclut en le décrivant comme un « bon jeu » pour les amateurs de hack 'n' slash.

## Postérité
Le jeu a bénéficié d’une suite, The Eternal Dagger, publiée en 1987. Dans celle-ci, un nécromancien a ouvert un portail vers une autre dimension, permettant à des créatures démoniaques d’envahir le monde du jeu. Pour refermer ce portail, le joueur doit retrouver un objet, la dague éternelle. Cette suite est quasiment identique au jeu original mais certaines options disparaissent, et il devient possible d’échanger de l’expérience contre des points de compétence n’importe où et non plus seulement à la taverne. Les personnages du premier volet peuvent y être importés, mais ces derniers ne conservent pas leur équipement. Le système de mouvement dans les donjons a également été amélioré, le groupe n’y étant plus représenté que par un seul personnage, ce qui évite les problèmes liés à l’intelligence artificielle des personnages que le joueur ne contrôle pas directement. Le jeu prend également en compte les saisons, ce qui affecte la durée des jours et des nuits.